# Luigi Infanti della Mora
Luigi Infanti della Mora OSM (Rivignano Teor, 5 de agosto de 1954) é religioso católico ítalo-chileno, vigário apostólico de Aysén.

## Biografia

### Juventude e presbiterado
Luigi Infanti nasceu na vila de Campomolle, no município de Teor, província de Údine, Itália. Aos dez anos de idade, ingressou no Seminário Menor da Ordem dos Servos de Maria. Movido pelo ideal missionário, chegou ao Chile em 1973, revalidando seus curso secundário em Coyhaique.
De 1975 a 1981, estudou filosofia e teologia na Pontifícia Universidade Católica do Chile, em Santiago. Fez sua profissão na Ordem dos Servitas em 1978. Participou de organizações sociais, juvenis, populares e educativas da igreja de Santiago até 1984. Depois de passar um ano em Coyhaique (1985), viveu, de 1986 a 1994, em Cochabamba, Bolívia, destacando sua participação como coordenador de preparação da visita do Papa João Paulo II àquele país, em maio de 1988. Em 5 de agosto de 1990, foi ordenado presbítero no Santuário de Nossa Senhora de Urcupinha, em Quillacollo, por imposição das mãos de Dom René Fernández Apaza, arcebispo de Cochabamba.
Em janeiro de 1995, foi destinado para a comunidade de Coyhaique, onde se dedicou a assistir jovens estudantes. O bispo-vigário de Aysén, Dom Aldo Maria Lazzarin Stella, OSM, confiou-lhe então o serviço de vigário pastoral e, posteriormente, aceitou sua nomeação como pró-vigário apostólico de Aysén, em 1998, cargo que exerceu até ser elevado a bispo.

### Episcopado
Em 30 de agosto de 1999, o Papa João Paulo II o nomeou bispo titular de Cartenna e vigário apostólico de Aysén, uma área costeira remota e rica em ilhas, muito escassamente povoada do sul do Chile. O Núncio Apostólico no Chile, o italiano Dom Luigi Ventura, o ordenou bispo em 5 de dezembro do mesmo ano; os co-consagradores foram Dom Savino Bernardo Maria Cazzaro Bertollo, arcebispo de Puerto Montt, e Dom Aldo Lazzarin, OSM, agora vigário apostólico emérito de Aysén.
Luis Infanti foi considerado um dos membros mais populares do alto clero do Chile e um firme defensor do curso de reforma do Papa Francisco. Como vigário apostólico em maio de 2018, quando todo o episcopado chileno ofereceu ao papa sua renúncia em uma reunião em Roma no curso da investigação do escândalo de abuso da igreja no Chile, ele foi um dos poucos ordinários do país que não apresentou um pedido de demissão. Infanti foi criticamente questionado por causa de sua posição sobre o caso do abusador Cristián Precht, que ficou conhecido em 2012. Ele era um conhecido padre e ativista de direitos humanos durante a ditadura militar de Augusto Pinochet e a quem Infanti havia convidado para um culto na igreja em Aysén após o fim de sua sentença limitada na igreja. Precht foi forçado a se tornar leigo em setembro de 2018.
Após denúncias públicas em[um programa de televisão em junho de 2018 de que Infanti era responsável pelo abuso sexual sistemático de crianças por educadores e seminaristas e padres visitantes que viviam nas instalações da Villa San Luis, até 2008 pela ordem religiosa dos guanellianos (servos da Caridade, SdC) dirige um orfanato em Coyhaique, ignorou e não fez nada a respeito, defendeu-se detalhando as medidas que sua cátedra havia tomado nesta matéria em cooperação com o Ministério Público responsável de 2005. No entanto, pouco antes, ele também havia declarado na televisão chilena que não tinha relatos de abuso contra padres de sua área de responsabilidade.
Ao lado de sete bispos chilenos, Luis Infanti é um dos mais altos dignitários eclesiásticos do Chile que estão sendo investigados por promotores públicos por envolvimento no caso de abuso sexual na Igreja Católica Romana chilena. As associações de vítimas da Villa San Luis inicialmente o apoiaram e consideraram as acusações uma "campanha". As principais testemunhas alegaram que haviam falado repetidamente com Infanti pessoalmente sobre os incidentes, ao que ele simplesmente disse que não havia nada que pudesse fazer. Ele próprio considera infundadas as acusações da denúncia contra ele, que contradizem os resultados de investigações anteriores do Ministério Público, e os queixosos são "loucos".
Em 2018, Infanti propôs um ato conjunto de penitência de todos os bispos chilenos para declarar publicamente sua posição sobre o escândalo de abuso chileno. Ao mesmo tempo, para resolver a crise, ele acredita que é necessário que a Igreja se abra ao debate sobre uma maior participação das mulheres, a ordenação de homens casados ao sacerdócio e estruturas decisórias mais democráticas.